# Elezioni presidenziali in Russia del 2000
Le elezioni presidenziali in Russia del 2000 si tennero il 26 marzo; videro la vittoria di Vladimir Putin, già Presidente ad interim (in qualità di Primo ministro, a seguito delle dimissioni di Boris El'cin, avvenute il 31 dicembre 1999).

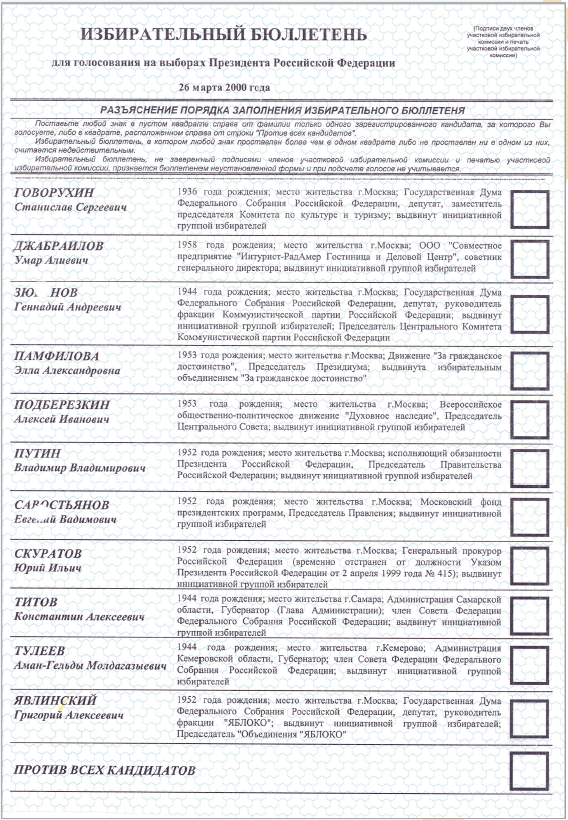
Scheda elettorale

## Risultati
| Vladimir Putin        | Indipendente                              | 39 740 467  | 52,94 |  |  |  |  |  |
| Gennadij Zjuganov     | Partito Comunista della Federazione Russa | 21 928 468  | 29,21 |  |  |  |  |  |
| Grigorij Javlinskij   | Jabloko                                   | 4 351 450   | 5,80  |  |  |  |  |  |
| Aman Tuleev           | Indipendente                              | 2 217 364   | 2,95  |  |  |  |  |  |
| Vladimir Žirinovskij  | Partito Liberal-Democratico di Russia     | 2 026 509   | 2,70  |  |  |  |  |  |
| Konstantin Titov      | Indipendente                              | 1 107 269   | 1,47  |  |  |  |  |  |
| Ella Pamfilova        | Per la Dignità Civile                     | 758 967     | 1,01  |  |  |  |  |  |
| Stanislav Govoruchin  | Indipendente                              | 328 723     | 0,44  |  |  |  |  |  |
| Jurij Skuratov        | Indipendente                              | 319 189     | 0,43  |  |  |  |  |  |
| Aleksej Podberëzkin   | Eredità Spirituale                        | 98 177      | 0,13  |  |  |  |  |  |
| Umar Džabrailov       | Potere della Ragione                      | 78 498      | 0,10  |  |  |  |  |  |
| Nessuno dei candidati | Nessuno dei candidati                     | 1 414 673   | 1,88  |  |  |  |  |  |
| Voti non validi       | Voti non validi                           | 701 016     | 0,93  |  |  |  |  |  |
| Totale                | Totale                                    | 75 070 770  | 100   |  |  |  |  |  |
|                       |                                           |             |       |  |  |  |  |  |
| Elettori              | Elettori                                  | 109 372 043 |       |  |  |  |  |  |